# Os Televizinhos
Os Televizinhos foi um programa de humor emitido pela RTP, canal público de televisão portuguesa, no ano de 1957. Este foi um dos primeiros programas de humor português.[carece de fontes?]

## Elenco
- Alberto Ghira
- Camilo de Oliveira
- Clarisse Belo
- Elvira Velez
- Emílio Correia
- Hortense Luz
- Luísa Durão
- Luís Horta
- Maria Helena Silva
- Vasco Santana